# ترانه‌شناسی پینک فلوید
ترانه‌شناسی پینک فلوید شامل آلبوم‌ها و در کل آثار گروه موسیقی بریتانیایی پینک فلوید است که این آثار تشکیل شده‌است از ۱۵ آلبوم استودیویی، ۳ آلبوم زنده، ۸ آلبوم گردآوری شده، ۴ مجموعه جعبه‌ای، یک آلبوم چندآهنگه۲۶ تک آهنگ و ۲۵ نماهنگ بعلاوه ۴ آلبوم ویدئویی.
پینک فلوید گروهی بوده‌است که در سال ۱۹۶۵ شکل گرفت، در ابتدا در کارهایشان از سبک‌های سایکدلیک راک و اسپیس راک استفاده می‌کردند و یکی از گروه‌های موفق پراگرسیو راک به‌شمار می‌آیند. آن‌ها بیشتر به دلیل وجود اشعار فلسفی و مفهومی، طرح جلدهای استادانه، اجرای کنسرت‌های بزرگ با صحنه پردازیهای زیبا توانستند موفقیت‌های جهانی را کسب کنند. آن‌ها توانستند بیش از ۲۳۰ میلیون از آلبوم‌های خود بفروش برسانند که بیشتر از ۷۵ میلیون آن تنها در آمریکا بوده‌است، (دارای گواهی نامه).

## آلبوم‌ها

### آلبوم‌های استودیویی
| ۱۹۶۷                                                             | نی‌زن بر دروازه‌های سپیده‌دم - تاریخ انتشار: ۴ آوت ۱۹۶۷ - ناشر: کلمبیا رکوردز/ئی‌ام‌آی، تاور رکوردز، کپیتال رکوردز - قالب‌بندی: مونو، استریو ال‌پی، کاست، ۸-آهنگی، سی‌دی                                 | ۶ | —  | — | ۱۵ | ۴۶ | ۱۰ | — | ۴۳ | ۸۷ | ۱۳۱ | |
| ۱۹۶۸                                                             | یک نعلبکی رمز و راز - زمان انتشار: ۲۸ ژوئیه ۱۹۶۸ - ناشر: کلمبیا (ئی‌ام‌آی)، تاور، کپیتال - قالب: مونو، استریو، کاست، ۸-آهنگی، لوح فشرده                                                            | ۹ | —  | — | ۱۰ | —  | —  | — | —  | —  | —   | |
| ۱۹۶۹                                                             | موسیقی متن فیلم بیشتر - زمان انتشار: ۱۳ ژوئیه ۱۹۶۹ - ناشر: کلمبیا رکوردز، تاور رکوردز، ئی‌ام‌آی، هاروست، کپیتال - قالب: ال‌پی، کاست، ۸-آهنگی، لوح‌فشرده                                              | ۹ | —  | — | ۲  | —  | —  | — | —  | —  | ۱۵۳ | - فرانسه: طلایی |
| ۱۹۶۹                                                             | اوماگوما (زنده + استودیویی) - زمان انتشار: ۷ نوامبر ۱۹۶۹ - ناشر: هاروست، ئی‌ام‌آی، کپیتال - قالب: ال‌پی، کاست، ۸-آهنگی، لوح‌فشرده                                                                    | ۵ | —  | — | ۱۰ | ۱۱ | —  | — | —  | —  | ۷۴  | - ایالات متحده: پلاتین - فرانسه: طلایی |
| ۱۹۷۰                                                             | مادر قلب‌اتمی - زمان انتشار: ۲ اکتبر ۱۹۷۰ - ناشر: هاروست رکوردز، ئی‌ام‌آی، کپیتال رکوردز - قالب: استریو ال‌پی، کواد ال‌پی، کاست، ۸-آهنگی، کوادرافونیک ۸-آهنگی، لوح‌فشرده                               | ۱ | ۳۰ | — | ۱۱ | ۱۲ | ۱۳ | — | —  | —  | ۵۵  | - ایالات متحده: طلایی - فرانسه: طلایی - آلمان: طلایی - اتریش: طلایی |
| ۱۹۷۱                                                             | فضولی - زمان انتشار: ۵ نوامبر ۱۹۷۱ - ناشر: هاروست رکوردز، ئی‌ام‌آی، کاپیتول رکوردز - قالب: ال‌پی، کاست، ۸-آهنگی، لوح فشرده                                                                          | ۳ | ۲۴ | — | ۷  | ۵  | —  | — | —  | —  | ۷۰  | - ایالات متحده: دو بار پلاتین - فرانسه: دو بار طلایی - آلمان: طلایی |
| ۱۹۷۲                                                             | تیره و تار در پشت ابر - زمان انتشار: ۲ ژوئن ۱۹۷۲ - ناشر: هاروست، ئی‌ام‌آی، کپیتال - قالب: ال‌پی، کاست، ۸-آهنگی، لوح فشرده                                                                           | ۶ | ۴۴ | — | ۱  | ۴  | —  | — | —  | —  | ۴۶  | - ایالات متحده: طلایی - بریتانیا: نقره‌ای |
| ۱۹۷۳                                                             | نیمه تاریک ماه - زمان انتشار: ۲۳ مارس ۱۹۷۳ - ناشر: هاروست رکوردز، ئی‌ام‌آی، کپیتال رکوردز - قالب: استریو ال‌پی، کواد ال‌پی، کاست، ۸-آهنگی، کوادرافونیک ۸-آهنگی، لوح فشرده، سوپر آودیو سی‌دی           | ۲ | ۲  | ۱ | ۱  | ۴  | ۲  | ۱ | ۱۶ | ۴۷ | ۱   | - ایالات متحده: ۱۵× پلاتین - بریتانیا: ۹× پلاتین - فرانسه: پلاتین - آلمان: دو بار پلاتین - کانادا : دو بار الماس - اتریش: دو بار پلاتین - ایتالیا: طلایی - لهستان: پلاتین |
| ۱۹۷۵                                                             | کاش این‌جا بودی - زمان انتشار: ۱۲ سپتامبر ۱۹۷۵ - ناشر: هاروست رکوردز، ئی‌ام‌آی، کلمبیا رکوردز/Sony، کپیتال - قالب: استریو ال‌پی، کواد ال‌پی، کاست، ۸-آهنگی، کوادرافونیک ۸-آهنگی، مینی دیسک، لوح فشرده | ۱ | ۱  | ۲ | ۱  | ۲  | ۲  | ۱ | ۱۴ | ۷۰ | ۱   | - ایالات متحده: ۶× پلاتین - بریتانیا: طلایی - فرانسه: الماس - آلمان: پلاتین - کانادا: سه بار پلاتین - اتریش: دو بار پلاتین - لهستان: طلایی                                |
| ۱۹۷۷                                                             | حیوانات - انتشار: ۲۱ ژانویه ۱۹۷۷ - ناشر: هاروست، ئی‌ام‌آی، کلمبیا/سی‌بی‌اس، کپیتال - قالب: ال پی، کاست، ۸-آهنگی، مینی دیسک، لوح فشرده                                                                | ۲ | ۲  | ۲ | ۱  | ۱  | ۲  | ۱ | ۳  | —  | ۳   | - ایالات متحده: ۴بار پلاتین - بریتانیا: نقره - فرانسه: پلاتین - آلمان: پلاتین - کانادا: ۲بار پلاتین - اتریش: طلایی                                                        |
| ۱۹۷۹                                                             | دیوار - انتشار: ۳۰ نوامبر ۱۹۷۹ - ناشر: هاروست، ئی‌ام‌آی، کلمبیا/سی‌بی‌اس، کپیتال - قالب: ال‌پی، کاست، ۸-آهنگی (خارج اروپا)، مینی دیسک، لوح فشرده                                                      | ۳ | ۱  | ۱ | ۱  | ۱  | ۱  | ۱ | ۱  | ۲۹ | ۱   | - ایالات متحده: ۲۳× پلاتین - بریتانیا: پلاتین - فرانسه: الماس - آلمان: ۴× پلاتین - کانادا: ۲× الماس - لهستان: پلاتین                                                      |
| ۱۹۸۳                                                             | برش نهایی - انتشار: ۲۱ مارس ۱۹۸۳ - ناشر: هاروست، ئی‌ام‌آی، کلمبیا/سی‌بی‌اس، کپیتال - قالب: ال‌پی، کاست، مینی‌دیسک، لوح‌فشرده                                                                            | ۱ | ۳  | ۳ | ۱  | ۳  | ۱  | ۱ | ۱  | —  | ۶   | - ایالات متحده: ۲× پلاتین - بریتانیا: نقره - فرانسه: طلایی - آلمان: طلایی - اتریش: طلایی                                                                                  |
| ۱۹۸۷                                                             | لغزش آنی در عقل - انتشار: ۷ سپتامبر ۱۹۸۷ - ناشر: ئی‌ام‌آی، کلمبیا، کپیتال - قالب: ال‌پی، کاست، مینی‌دیسک، سی‌دی                                                                                       | ۳ | ۲  | ۳ | ۴  | ۴  | ۲  | ۱ | ۳  | ۲  | ۳   | - ایالات متحده: ۴× پلاتین - بریتانیا: طلایی - فرانسه: پلاتین - آلمان: طلایی - کانادا: ۳× پلاتین - اتریش: طلایی                                                            |
| ۱۹۹۴                                                             | ناقوس جدایی - انتشار: ۲۸ مارس ۱۹۹۴ - ناشر: ئی‌ام‌آی، کلمبیا - قالب: قالب: ال‌پی، کاست، مینی‌دیسک، سی‌دی                                                                                               | ۱ | ۱  | ۱ | ۱  | ۱  | ۱  | ۱ | ۱  | ۱  | ۱   | - ایالات متحده: ۳× پلاتین - بریتانیا: ۲× پلاتین - فرانسه: ۲بار پلاتین - آلمان: پلاتین - کانادا: ۴بار پلاتین - برزیل: دو بار پلاتین - اتریش: پلاتین - لهستان: طلایی        |
|                                                                  | رودخانه بی پایان - انتشار :۷ نوامبر ۲۰۱۴ - ناشر: - قالب : امبینت، اینسترومنتال | ۱ | ۳  | ۱ | ۱  | ۱  | ۱  | - | -  | -  | ۲   | |
| "—" بیانگر اینست که در چارت قرار نگرفته یا در آن کشور عرضه نشده. | |   |    |   |    |    |    |   |    |    |     | |

### آلبوم‌های زنده
| ۱۹۶۹                                                             | اوماگوما (بخش استودیویی را بنگر)                                                                       |    |   |    |    |   |   |   |    |   |    | |
| ۱۹۸۸                                                             | صدای دلچسب رعد - انتشار: ۲۱ نوامبر ۱۹۸۸ - ناشر: کلمبیا، ئی‌ام‌آی - قالب: دابل ال‌پی، دابل کاست، دابل دیسک | ۱۱ | ۴ | ۱۵ | ۱۰ | ۶ | ۲ | ۴ | ۱۴ | ۴ | ۱۱ | - ایالات متحده: سه‌بار پلاتین - بریتانیا: طلایی - فرانسه: دو بار طلایی - آلمان: طلایی - کانادا: دو بار پلاتین - ااتریش: طلایی              |
| ۱۹۹۵                                                             | تکانه - انتشار: ۵ ژوئیه ۱۹۹۵ - ناشر: ئی‌ام‌آی، کلمبیا رکوردز - قالب: سی‌دی، کاست                          | ۱  | ۱ | ۱  | ۳  | ۱ | ۱ | ۱ | ۲  | ۱ | ۱  | - ایالات متحده: دو بار پلاتین - بریتانیا: طلایی - فرانسه: پلاتین - آلمان: پلاتین - کانادا: سه بار پلاتین - اتریش: پلاتین - لهستان: پلاتین |
| ۲۰۰۰                                                             | کسی هست؟ دیوار زنده ۸۱–۱۹۸۰ - انتشار: ۲۷ مارس ۲۰۰۰ - ناشر: کلمبیا، ئی‌ام‌آی - قالب: کاست، دیسک           | ۱۵ | — | ۳  | ۸  | ۴ | ۲ | ۴ | ۵۰ | ۳ | ۱۹ | - ایالات متحده: پلاتین - بریتانیا: نقره‌ای                                                                                                 |
| "—" بیانگر اینست که در چارت قرار نگرفته یا در آن کشور عرضه نشده. | |    |   |    |    |   |   |   |    |   |    | |

### آلبوم‌های گردآوری‌شده
| سال                                                              | آلبوم‌ها | موقعیت در نمودارهای فروش | موقعیت در نمودارهای فروش | موقعیت در نمودارهای فروش | موقعیت در نمودارهای فروش | موقعیت در نمودارهای فروش | موقعیت در نمودارهای فروش | موقعیت در نمودارهای فروش | موقعیت در نمودارهای فروش | موقعیت در نمودارهای فروش | موقعیت در نمودارهای فروش | گواهی‌نامه‌ها |
| سال                                                              | آلبوم‌ها | بریتانیا                 | استرالیا                 | اتریش                    | فرانسه                   | هلند                     | نروژ                     | نیوزلند                  | سوئد                     | سوئیس                    | ایالات متحده             | گواهی‌نامه‌ها |
| ---------------------------------------------------------------- | --- | ------------------------ | ------------------------ | ------------------------ | ------------------------ | ------------------------ | ------------------------ | ------------------------ | ------------------------ | ------------------------ | ------------------------ | --- |
| ۱۹۷۰                                                             | بهترین‌های پینک فلوید - انتشار: ۱۹۷۰ - ناشر: کلمبیا - بازانتشار یافت با نام: استادان راک (۱۹۷۴) - قالب: ال‌پی                         | —                        | —                        | —                        | —                        | —                        | —                        | —                        | —                        | —                        | —                        | |
| ۱۹۷۱                                                             | یادگاره‌ها - انتشار: ۱۴ می ۱۹۷۱ - ناشر: ئی‌ام‌آی، کپیتال - قالب: سی‌دی، کاست، ال‌پی                                                      | ۳۲                       | ۲۹                       | —                        | —                        | ۲۳                       | —                        | —                        | —                        | —                        | ۱۵۲                      | |
| ۱۹۷۳                                                             | یک جفت خوب - انتشار: ۱۸ ژانویه ۱۹۷۴ - ناشر: ئی‌ام‌آی - قالب: ال‌پی، کاست، ۸-آهنگی                                                      | ۲۱                       | —                        | —                        | —                        | —                        | —                        | —                        | —                        | —                        | ۳۶                       | - ایالات متحده: طلایی - بریتانیا: طلایی - فرانسه: طلایی                                                                                            |
| ۱۹۷۴                                                             | استادان راک - انتشار: ۱۹۷۴ - ناشر: - قالب: سی‌دی، کاست، ال‌پی                                                                         | —                        | —                        | —                        | ۴                        | —                        | —                        | —                        | —                        | —                        | —                        | - فرانسه: طلایی |
| ۱۹۸۱                                                             | مجموعه‌ای از آهنگ‌های عالی برای رقص - انتشار: ۲۳ نوامبر ۱۹۸۱ - ناشر: ئی‌ام‌آی (اروپا)، کلمبیا، کپیتال - قالب: ال‌پی، کاست، ۸-آهنگی، سی‌دی | ۳۷                       | —                        | ۱۸                       | —                        | ۳۸                       | ۵                        | ۵                        | —                        | —                        | ۳۱                       | - ایالات متحده: دو بار پلاتین - بریتانیا: طلایی - اتریش: طلایی                                                                                     |
| ۱۹۸۳                                                             | کار و بار - انتشار: ۱۸ ژوئیه ۱۹۸۳ - ناشر: ئی‌ام‌آی رکوردز، کپیتال (ایالات متحده و کانادا) - قالب: ال‌پی، کاست، لوح‌فشرده                | —                        | ۶۴                       | —                        | —                        | —                        | —                        | —                        | —                        | —                        | ۶۸                       | |
| ۱۹۹۷                                                             | سه تک‌آهنگ اول: ۱۹۶۷ - انتشار: ۴ اوت ۱۹۹۷ - ناشر: ئی‌ام‌آی - قالب: سی‌دی، کاست، ال‌پی                                                    | —                        | —                        | —                        | —                        | —                        | —                        | —                        | —                        | —                        | —                        | |
| ۲۰۰۱                                                             | پژواک‌ها: بهترین‌های پینک فلوید - انتشار: ۵ نوامبر ۲۰۰۱ - ناشر: کپیتال، ئی‌ام‌آی (اروپا) - قالب: سی‌دی، کاست، ال‌پی                       | ۲                        | ۴                        | ۲                        | ۲                        | ۲                        | ۲                        | ۱                        | ۳                        | ۳                        | ۲                        | - ایالات متحده: چهاربار پلاتین - بریتانیل: دو بار پلاتین - فرانسه: پلاتین - آلمان: طلایی - کانادا: شش‌بار پلاتین - استرالیا: پلاتین - لهستان: طلایی |
| ۲۰۱۱                                                             | پایی در لای در: بهترین‌های پینک فلوید - انتشار: ۷ نوامبر ۲۰۱۱ - ناشر: ئی‌ام‌آی - قالب: سی‌دی                                            | ۱۴                       | ۱۵                       | ۲۵                       | ۳۰                       | ۵۶                       | ۱۲                       | ۸                        | ۷                        | ۲۶                       | ۵۰                       | - استرالیا: طلایی |
| "—" بیانگر اینست که در چارت قرار نگرفته یا در آن کشور عرضه نشده. | |                          |                          |                          |                          |                          |                          |                          |                          |                          |                          | |

### آلبوم‌های ویدئویی
| سال  | جزئیات آلبوم                                                                                          | گواهینامه(ها) |
| ---- | --- | --- |
| ۱۹۷۲ | زنده در پمپئی - منتشر شد: سپتامبر ۱۹۷۲ - ناشر: یونیورسال استودیوز ویدئو خانگی                         | - ایالات متحده: دو بار پلاتین - کانادا: طلایی |
| ۱۹۸۹ | صدای دلچسب رعد - انتشار: ۱۳ ژوئیه ۱۹۸۹ (سیستم ویدئو خانگی، دیسک لیزری) - ناشر: موسسه‌های نماهنگ سی‌بی‌اس | - ایالات متحده: دو بار پلاتین - بریتانیا: نقره‌ای - کانادا: دو بار پلاتین |
| ۱۹۹۲ | لا کاررا پانامریکانا - انتشار: ۲ ژوئیه ۱۹۹۲ - ناشر: SMV                                               | |
| ۱۹۹۵ | تکانه - انتشار: ژوئیه ۱۹۹۵ (سیستم ویدئو خانگی، دیسک‌لیزری), ژوئیه ۲۰۰۶ (دی‌وی‌دی) - ناشر: ئی‌ام‌آی، اس‌ام‌وی | - آمریکا: ۸بار پلاتین - بریتانیا: ۲بار پلاتین - استرالیا: ده بار پلاتین - برزیل: الماس - کانادا: دو بار پلاتین - فرانسه: الماس - آلمان: ۳بار پلاتین - پرتقال: چهاربار پلاتین |
| ۱۹۹۵ | لندن '۶۶–'۶۷ - انتشار: ۱۹۹۵ - ناشر:                                                                   | - کانادا: پلاتین |
| ۲۰۰۰ | دیوار - انتشار: ۷ فوریه ۲۰۰۰ (دی‌وی‌دی) - ناشر: اس‌ام‌وی                                                  | - استرالیا: ده بار پلاتین - برزیل:پلاتین - فرانسه: سه بار پلاتین - آلمان: دو بار پلاتین - لهستان: طلایی                                                                      |
| ۲۰۰۳ | پشت صحنه نیمه تاریک ماه - انتشار: ۲۶ اوت ۲۰۰۳ (دی‌وی‌دی) - ناشر: ایگل ویژن                              | - آمریکا: ۳بار پلاتین - بریتانیا: پلاتین - استرالیا: ۴بار پلاتین - کانادا: ۵بار پلاتین - آلمان: طلایی                                                                        |
| ۲۰۰۴ | داستان سید برت و پینک فلوید - انتشار: ۱۶ نوامبر ۲۰۰۴ - ناشر:                                          | - کانادا: طلایی |

## تک‌آهنگ‌ها
| ۱۹۶۷                                                             | «آرنولد لاین»                      | ۲۰ | —  | —  | —  | —  | ۳۰ | —  | —  | —  | — | —   | —  | تک‌آهنگ [۱]                                                        |
| ۱۹۶۷                                                             | «نواختن امیلی را ببین»             | ۶  | —  | —  | ۲۵ | ۱۰ | —  | —  | —  | —  | — | ۱۳۴ | —  | ورژن منتشر شده در ایالات متحده از آلبوم نی‌زن بر دروازه‌های سپیده‌دم |
| ۱۹۶۷                                                             | «گر گرفتن»                         | —  | —  | —  | —  | —  | —  | —  | —  | —  | — | —   | —  | نی‌زن بر دروازه‌های سپیده‌دم                                         |
| ۱۹۶۷                                                             | «سیب و پرتقال»                     | —  | —  | —  | —  | —  | —  | —  | —  | —  | — | —   | —  | تک‌آهنگ بدون‌آلبوم [۱]                                              |
| ۱۹۶۸                                                             | «چقدر خوب می‌شد»                    | —  | —  | —  | —  | —  | —  | —  | —  | —  | — | —   | —  | تک‌آهنگ بدون‌آلبوم [۱]                                              |
| ۱۹۶۸                                                             | «روشنایی بیشتر شود»                | —  | —  | —  | —  | —  | —  | —  | —  | —  | — | —   | —  | یک نعلبکی رمز و راز                                               |
| ۱۹۶۸                                                             | «تو آسمون منو نشون بده»            | —  | —  | —  | —  | —  | —  | —  | —  | —  | — | —   | —  | تک‌آهنگ بدون‌آلبوم [۱]                                              |
| ۱۹۶۹                                                             | «ترانه نیل»                        | —  | —  | —  | —  | —  | —  | —  | —  | —  | — | —   | —  | موسیقی متن فیلم بیشتر                                             |
| ۱۹۷۱                                                             | «یه روز از این روزها»              | —  | —  | —  | —  | —  | —  | —  | —  | —  | — | —   | —  | فضولی                                                             |
| ۱۹۷۲                                                             | «چهار آزاد»                        | —  | —  | —  | —  | —  | —  | —  | —  | —  | — | —   | —  | تیره و تار در پشت ابر                                             |
| ۱۹۷۳                                                             | «پول»                              | —  | ۱۰ | —  | ۴۹ | —  | —  | —  | —  | —  | — | ۱۳  | —  | نیمه تاریک ماه                                                    |
| ۱۹۷۴                                                             | «ما و آن‌ها» / «زمان» (دابل، سمت آ) | —  | —  | —  | —  | —  | —  | —  | —  | —  | — | ۱۰۱ | —  | نیمه تاریک ماه                                                    |
| ۱۹۷۵                                                             | «دودی بگیر» (همراه با روی هارپر)   | —  | —  | —  | —  | —  | —  | —  | —  | —  | — | —   | —  | کاش این‌جا بودی                                                    |
| ۱۹۷۵                                                             | «کاش این‌جا بودی»                   | —  | —  | —  | —  | —  | —  | ۱۸ | —  | —  | — | —   | —  | کاش این‌جا بودی                                                    |
| ۱۹۷۹                                                             | «آجری دیگر در دیوار (بخش دوم)»     | ۱  | ۱  | ۱  | ۱  | ۱  | ۳  | ۱  | ۱  | ۱  | ۱ | ۱   | —  | دیوار                                                             |
| ۱۹۸۰                                                             | «بدو بزن به چاک»                   | —  | —  | —  | ۴۶ | —  | —  | —  | ۳۰ | ۱۸ | — | ۵۳  | —  | دیوار                                                             |
| ۱۹۸۰                                                             | «بی‌حس و راحت»                      | —  | —  | —  | —  | —  | —  | —  | —  | —  | — | —   | —  | دیوار                                                             |
| ۱۹۸۲                                                             | «پول»                              | —  | —  | —  | —  | —  | —  | —  | —  | —  | — | —   | ۳۷ | مجموعه‌ای از آهنگ‌های عالی برای رقص                                 |
| ۱۹۸۲                                                             | «وقتی ببرها رها شدند»              | ۳۹ | —  | —  | —  | ۲۳ | —  | —  | —  | —  | — | —   | —  | برش نهایی                                                         |
| ۱۹۸۳                                                             | «جان، الان نه»                     | ۳۰ | —  | —  | —  | ۲۰ | —  | —  | —  | —  | — | —   | ۷  | برش نهایی                                                         |
| ۱۹۸۳                                                             | «گذشته‌های محتمل تو»                | —  | —  | —  | —  | —  | —  | —  | —  | —  | — | —   | ۸  | برش نهایی                                                         |
| ۱۹۸۳                                                             | «بازگشت قهرمان»                    | —  | —  | —  | —  | —  | —  | —  | —  | —  | — | —   | ۳۱ | برش نهایی                                                         |
| ۱۹۸۷                                                             | «آموختن پرواز»                     | —  | —  | —  | ۷۱ | —  | —  | —  | ۱۰ | —  | — | ۷۰  | ۱  | لغزش آنی در عقل                                                   |
| ۱۹۸۷                                                             | «هنگام روی برگرداندن»              | ۵۵ | —  | —  | —  | —  | —  | —  | ۳۴ | —  | — | —   | ۱  | لغزش آنی در عقل                                                   |
| ۱۹۸۷                                                             | «یک لغزش»                          | ۵۰ | —  | —  | —  | —  | —  | —  | —  | —  | — | —   | ۵  | لغزش آنی در عقل                                                   |
| ۱۹۸۸                                                             | «اندوه»                            | —  | —  | —  | —  | —  | —  | —  | —  | —  | — | —   | ۳۶ | لغزش آنی در عقل                                                   |
| ۱۹۸۸                                                             | «سگ‌های جنگ»                        | —  | —  | —  | —  | —  | —  | —  | —  | —  | — | —   | ۳۰ | لغزش آنی در عقل                                                   |
| ۱۹۸۸                                                             | «بی‌حس و راحت»                      | —  | —  | —  | —  | —  | —  | —  | —  | —  | — | —   | ۲۴ | صدای دلچسب رعد                                                    |
| ۱۹۸۸                                                             | «زمان»                             | —  | —  | —  | —  | —  | —  | —  | —  | —  | — | —   | ۳۴ | صدای دلچسب رعد                                                    |
| ۱۹۹۴                                                             | «پسش بگیر»                         | ۲۳ | —  | ۵۰ | ۷۵ | —  | ۳۳ | —  | ۷  | —  | — | ۷۳  | ۴  | زنگ دسته‌بندی                                                      |
| ۱۹۹۴                                                             | «امیدهای زیاد»                     | ۲۶ | —  | ۴  | —  | —  | —  | —  | —  | —  | — | —   | ۷  | زنگ دسته‌بندی                                                      |
| ۱۹۹۴                                                             | «حرفتو ادامه بده» (دابل، سمت آ)    | ۲۶ | —  | —  | —  | —  | —  | —  | —  | —  | — | —   | ۱  | زنگ دسته‌بندی                                                      |
| ۱۹۹۴                                                             | «از دست‌رفته برای واژه‌ها»           | —  | —  | —  | —  | —  | —  | —  | —  | —  | — | —   | ۲۱ | زنگ دسته‌بندی                                                      |
| ۱۹۹۴                                                             | «از من چه می‌خواهی»                 | —  | —  | —  | —  | —  | —  | —  | —  | —  | — | —   | ۱۶ | زنگ دسته‌بندی                                                      |
| ۱۹۹۵                                                             | «کاش این‌جا بودی»                   | —  | —  | —  | —  | —  | —  | —  | —  | —  | — | —   | ۱۳ | تکانه                                                             |
| ۲۰۰۰                                                             | «شهوت تازه»                        | —  | —  | —  | —  | —  | —  | —  | —  | —  | — | —   | ۱۵ | کسی هست؟ دیوار زنده ۸۱–۱۹۸۰                                       |
| "—" بیانگر اینست که در چارت قرار نگرفته یا در آن کشور عرضه نشده. |                                    |    |    |    |    |    |    |    |    |    |   |     |    |                                                                   |

## مجموعه جعبه‌ای
| ۱۹۹۲                                                             | بدرخش - انتشار: ۲ نوامبر ۱۹۹۲ - ناشر: ئی‌ام‌آی (اروپا)، کلمبیا رکوردز - قالب: لوح فشرده | —   | — | —   | —  | - ایالات متحده: پلاتین - کانادا: پلاتین |
| ۲۰۰۷                                                             | آهان، راستی - انتشار: ۱۰ دسامبر ۲۰۰۷ - ناشر: ئی‌ام‌آی - قالب: لوح فشرده                 | —   | — | —   | —  |                                         |
| ۲۰۱۱                                                             | اکتشاف - انتشار: ۲۶ سپتامبر ۲۰۱۱ - ناشر: ئی‌ام‌آی - قالب: لوح‌فشرده                      | ۱۱۲ | — | ۱۷۵ | ۵۵ | - کانادا: دو بار پلاتین                 |
| "—" بیانگر اینست که در چارت قرار نگرفته یا در آن کشور عرضه نشده. |                                                                                       |     |   |     |    |                                         |

## چندآهنگه‌ها
| سال  | جزئیات                                                                                             |
| ---- | -------------------------------------------------------------------------------------------------- |
| ۱۹۹۵ | لندن '۶۶–'۶۷ - انتشار: ۱۹ سپتامبر ۱۹۹۵ - ناشر: See for Miles Records - قالب: ال‌پی، کاست، لوح فشرده |

## نماهنگ‌ها
| سال  | جزئیات                                   | کارگردان       |
| ---- | ---------------------------------------- | -------------- |
| ۱۹۶۷ | «مترسک»                                  | ناشناخته       |
| ۱۹۶۷ | «آرنولد لاین»                            | ناشناخته       |
| ۱۹۶۸ | «خداوند اخترشناسی»                       | ناشناخته       |
| ۱۹۶۸ | «نواختن امیلی را ببین»                   | ناشناخته       |
| ۱۹۶۸ | «آرنولد لاین»                            | ناشناخته       |
| ۱۹۶۸ | «سیب و پرتقال»                           | ناشناخته       |
| ۱۹۶۸ | «جعبه نقاشی»                             | ناشناخته       |
| ۱۹۶۸ | «دستگاه‌ها را تنظیم کن به سمت قلب خورشید» | ناشناخته       |
| ۱۹۶۸ | «سرجوخه کلگ»                             | ناشناخته       |
| ۱۹۷۱ | «یه روز از این روزها»                    | ناشناخته       |
| ۱۹۷۳ | «پول»                                    | وین ایشم       |
| ۱۹۷۵ | «به ماشین خوش‌آمدی»                       | جرالد اسکارف   |
| ۱۹۷۹ | «آجری دیگر در دیوار (بخش دوم)»           | آلن پارکر      |
| ۱۹۸۰ | «اکنون باید چه کنیم؟»                    | جرالد اسکارف   |
| ۱۹۸۰ | «در انتظار کرم‌ها»                        | جرالد اسکارف   |
| ۱۹۸۰ | «محاکمه»                                 | جرالد اسکارف   |
| ۱۹۸۳ | «رؤیای توپچی»                            | ویلی کریستی    |
| ۱۹۸۳ | «برش نهایی»                              | ویلی کریستی    |
| ۱۹۸۳ | «جان، الان نه»                           | ویلی کریستی    |
| ۱۹۸۳ | «خانه یادگاری فلچر»                      | ویلی کریستی    |
| ۱۹۸۷ | «آموختن پرواز»                           | استورم سورگرسن |
| ۱۹۸۷ | «سگ‌های جنگ»                              | استورم سورگرسن |
| ۱۹۸۸ | «هنگام روی برگرداندن»                    | لاورنس جوردن   |
| ۱۹۹۴ | «امیدهای زیاد»                           | استورم سورگرسن |